# Corcelles-Cormondrèche
Pour les articles homonymes, voir Corcelles.
Corcelles-Cormondrèche est une ancienne commune suisse du canton de Neuchâtel, située dans la région Littoral. Elle comprend les deux villages de Corcelles (à flanc de coteau) et de Cormondrèche (sur un replat), ainsi qu'une partie du hameau de Serroue (dans une clairière). Le 1er janvier 2021, la commune a fusionné avec celles de Peseux et Valangin, pour se rattacher à celle de Neuchâtel.

## Situation
Commune du littoral neuchâtelois, à environ 5 km à l'ouest de Neuchâtel, Corcelles-Cormondrèche est située sur la route principale H10, qui relie Neuchâtel à Pontarlier, par le Val-de Travers et sur la route cantonale RC 170, conduisant de Neuchâtel au Locle, par le col de la Tourne.

## Transports publics
Corcelles-Cormondrèche comprend de nombreuses lignes de bus dont la plus connue, la ligne 101 reliant le centre du village de Cormondrèche à la gare de Marin. La ligne 180 s'arrête également à 5 arrêts sur la région de Corcelles-Cormondrèche. Il y a également une gare partagée avec Peseux.

## Lieux publics
Le village de Corcelles-Cormondrèche possède un parc situé à côté des salles de gymnastique, dans lequel se trouve un terrain de football. Ce terrain de football est un endroit très prisé des jeunes, principalement des garçons. Il y a eu également de nombreux conflits avec le voisinage à cause des bruits, parfois tard la nuit et de balles qui se retrouvaient dans les jardins.

## Géographie

Vue aérienne de 1000 m par Walter Mittelholzer (1926).

Corcelles-Cormondrèche mesure 4,86 km2. 26,3 % de cette superficie correspond à des surfaces d'habitat ou d'infrastructure, 30,7 % à des surfaces agricoles, 42,8 % à des surfaces boisées et 0,2 % à des surfaces improductives.
La commune est limitrophe de Peseux, Milvignes, Rochefort et Val-de-Ruz.

## Histoire
Pendant l'Ancien Régime, les affaires de Corcelles et de Cormondrèche étaient gérées par des communautés distinctes (uniquement les hommes originaires de chaque village). Ces corporations géraient les besoins en matière scolaire, approvisionnement en eau potable, établissement des fontaines et service du guet (dès 1796).
Dès le XIVe siècle, le comte Louis met en place une organisation commune pour la gestion des forêts, l'entretien du temple, service des incendies, chambre de la charité, exercice de la justice, etc. En plus des deux villages, cette mairie de la Côte gère les intérêts des communautés de Peseux et Auvernier.
L'organisation scolaire a été transférée en 1848 à la mairie de la Côte, qui édifia, en 1861, l’ancien Collège de Corcelles.
La commune politique de Corcelles-Cormondrèche a été créée en 1888 à la suite de la loi neuchâteloise sur les communes. Elle reprend les biens et prérogatives de la corporation de Corcelles et de celle de Cormondrèche, ainsi que celle de la communauté qui veillait aux intérêts des deux localités.
Les institutions du Conseil général et communal, commissions diverses, notamment scolaire, ont été instaurées à ce moment.
Villages essentiellement agricoles et viticoles jusqu'au milieu du XXe siècle, la localité se construit de plus en plus à la suite du raccordement au réseau des transports publics (trains, trams, puis bus). L'avenue Soguel a été percée au milieu de vignes pour permettre au tram (puis au bus) d'accéder à Cormondrèche. La route principale H10 traversait le vieux village de Corcelles avec son flux importants de véhicules. Cette route a été déviée dans une tranchée semi-couverte en 2004.
1er janvier 2021, la commune fusionne avec celles de Peseux et Valangin, pour se rattacher à celle de Neuchâtel[réf. nécessaire].

## Démographie
Corcelles-Cormondrèche compte 4 794 habitants fin 2022. Sa densité de population atteint 986 hab./km2.
Le graphique suivant résume l'évolution de la population de Corcelles-Cormondrèche entre 1850 et 2008 :

## Économie
L'économie traditionnelle des deux villages a été pendant longtemps agricole et viticole.
En parallèle, l'exploitation forestière a été source de revenus importants. La commune comprend le deuxième plus grand domaine forestier du canton avec, notamment, la forêt de Serroue et la forêt de Dame-Othenette.

## Institutions
La commune de Corcelles-Cormondrèche était dotée d'un conseil communal (exécutif) de 7 membres et d'un conseil général (législatif) de 41 membres, tous deux élus au système proportionnel.

## Organismes intercommunaux
Elle était la commune siège du Service intercommunal d'archivage.

## Personnalités liées à la commune
- Jean-Pierre de Chambrier d'Oleyres, diplomate, puis gouverneur de Neuchâtel
- Édouard Du Puy, chanteur, musicien et compositeur en Scandinavie
- Frédéric-Alexandre de Chambrier, homme politique de l'Ancien Régime
- Eusèbe-Henri Gaullieur, professeur à l'Académie de Genève
- Alphonse Bourquin (1802-1837), révolutionnaire neuchâtelois
- Onésime Clerc (1845-1920), naturaliste en Russie
- Jeanne Lombard, peintre
- John Leuba (1884-1952), médecin et psychanalyste
- Georges Dubois, parasitologiste
- Frédéric Maire, journaliste, directeur artistique du Festival international du film de Locarno, puis directeur de la Cinémathèque suisse
- Raphaël Comte, politicien
- Marc Lauenstein (1980-), orienteur et trailer